# Rue David-Bowie
La rue David-Bowie est une voie nouvelle de Paris, située dans le 13e arrondissement. Il s'agit d'une voie créée dans le cadre de l'opération d'aménagement Paris Rive Gauche. Sa dénomination a été approuvée par la mairie de Paris en février 2020. L'inauguration de la rue qui porte le nom de l'artiste britannique a eu lieu le 8 janvier 2024. Elle a été relayée par les médias anglo-saxons et les médias français, dont certains ont émis des réserves sur la nature de la rue et son absence de liens avec David Bowie.

## Situation et accès
Longue d’une cinquantaine de mètres, la rue David-Bowie est accessible par les lignes 5 et 10 du métro à la station Gare d'Austerlitz. À son inauguration en 2024, elle était toujours en cours d'aménagement et bordée par deux immeubles de bureaux, dont le siège du groupe Le Monde, mais aucune habitation.
Le projet prévoit qu'elle soit prolongée vers le boulevard de l'Hôpital, créant ainsi un lien entre les quartiers de la Salpêtrière et de la Gare.

## Origine du nom
Elle porte le nom de l'artiste britannique David Bowie (1947-2016). Il s’agit de la seconde rue David-Bowie nommée ainsi en France, après celle de la commune de Téteghem-Coudekerque, dans le Nord, en 2017.

## Historique

### La création de la voie
La voie a été créée dans le cadre de l'opération d'aménagement Paris Rive Gauche à l'instar des rues Gisèle-Freund, Dorothea-Lange, Vivian-Maier, Alain-Jacquet, Jacques-Monory et Berenice-Abbott. Elle portait le nom provisoire de « voie DZ/13 ».

### Le choix de la dénomination
Le 10 janvier 2020, le maire socialiste du 13e arrondissement Jérôme Coumet, qui se dit fan de David Bowie, révèle que cette voie portera bientôt le nom de l'artiste britannique, en sa mémoire. Le 20 janvier, le Conseil du 13e arrondissement se prononce en faveur de cette dénomination,. En février, le Conseil de Paris décide de la nommer ainsi, exceptionnellement en dérogation à la règle qui prévoit que le nom d’une personnalité ne peut être attribué à une voie à Paris qu'au minimum cinq ans après son décès.
La délibération sur le nom a pour rapporteuse Catherine Vieu-Charier, maire adjointe de Paris, à la tête de la commission de dénomination des voies, espaces verts et équipements publics municipaux. Lors de son adoption, le conseiller de Paris Jérôme Dubus, qui a introduit la délibération en séance en faisant un portrait élogieux de David Bowie, se désole que la capitale n'a toujours pas de rue portant le nom du chanteur américain des Doors Jim Morrison, pourtant décédé à Paris en 1971.

### L'inauguration
La rue David-Bowie est inaugurée avec le dévoilement des plaques le 8 janvier 2024, date anniversaire de la naissance de l'artiste à Londres en 1947. La famille de l'artiste n'a pas assisté à l'événement, étant « retenue à New York », selon le journaliste Jérôme Soligny, auteur d'une biographie de David Bowie. Présents également ce jour-là, une centaine de fans, la créatrice de mode agnès b., le maire du 13e arrondissement Jérôme Coumet. Ce dernier ne pensait pas que l'endroit puisse devenir un lieu de pèlerinage pour les fans de David Bowie, tout en espérant que la voie attire des touristes. En relation avec l'inauguration se tenait du 4 au 13 janvier 2020 une exposition sur David Bowie à la mairie du 13e arrondissement. Elle avait été imaginée par les britanniques Geoff MacCormack et George Underwood, des amis de jeunesse de David Bowie.
L'inauguration officielle a été perturbée par la manifestation de riverains, de militants d’Extinction Rebellion et du collectif Austerlitz, qui ont entamé un concert de casseroles. Ils sont opposés au projet urbain jouxtant la gare d'Austerlitz et auquel la rue David-Bowie va mener. Selon eux, « la rue David Bowie [aurait] pour unique objet de desservir le ‘mur d’Austerlitz’, son centre commercial et son parking de 900 places ».

## L'accueil à la dénomination

### En France, des réserves
Des médias français soulèvent la nature peu attrayante de la rue et son absence de rapport avec David Bowie. Selon le HuffingtonPost, « il faut une bonne dose d’imagination pour faire le lien entre Ziggy Stardust et ce bout de rue bien terne, toujours en travaux ». Chez Télérama, « on imagine la déception des fans venus du monde entier pour se faire tirer le portrait dans ce lieu où, on a beau chercher, on ne voit pas le moindre lien avec la vie ou l’œuvre de l’icône rock britannique ». L'hebdomadaire culturel décrit « un minuscule passage moderne, sans âme (qui vive), puisque coincé entre un restaurant et les bureaux du groupe Le Monde ». Il s'agit d'une rue « de taille modeste coincée entre un immeuble moderne et les locaux du journal Le Monde », renchérit le quotidien La Croix, et elle n’aurait « pas grand intérêt sans le nom de l’icône du rock pour la faire briller ».
Selon le directeur de la rédaction de Libération, Dov Alfon, sur France Inter, « force est de constater que David Bowie avait des liens plutôt faibles avec la France ». Ce que nuance une journaliste de France Bleu en écrivant que « David Bowie n’avait pas de lien particulier avec le 13e arrondissement, mais il avait des attaches fortes avec Paris ».

### À l'étranger
Les médias anglo-saxons relaient l'information sur l'inauguration de la voie, comme l'agence américaine Associated Press, le magazine People ou le journal britannique The Times,,.
Dans la presse britannique, des médias qui font part de l'inauguration de la voie remarquent que le pays natal de David Bowie ne possède alors pas de rue ayant son nom. C'est ce que pointe notamment le NME . Et, plus enthousiaste que les médias français, le magazine britannique Time Out note que « le 13e arrondissement, avec tout son street art et sa réputation d'être un "eden artistique" paraît un endroit approprié pour cette commémoration [de David Bowie] ».

## Bâtiments remarquables et lieux de mémoire
- La gare d'Austerlitz
- Le siège du groupe Le Monde, par le cabinet norvégien d'architectes Snøhetta.